# Nadleśnictwo Turawa
Nadleśnictwo Turawa – jednostka organizacyjna Lasów Państwowych, w obrębie Regionalnej Dyrekcji Lasów Państwowych w Katowicach z siedzibą w Turawie.

## Położenie[1]
Nadleśnictwo znajduje się na Równinie Opolskiej w mezoregionie 5a Borów Stobrawskich. Przez jego teren przepływa Mała Panew – prawy dopływ Odry. Nadleśnictwo mieści się na terenie Stobrawskiego Parku Krajobrazowego.
Zbiorniki wodne na terenie nadleśnictwa:
- Jezioro Duże,
- Jezioro Średnie,
- Jezioro Małe,
- Jezioro Srebrne.

Leśnictwo graniczy w zasięgu 4 gmin:
- Turawa,
- Murów,
- Łubniany,
- Lasowice Wielkie,
- Zębowice.

### Leśnictwa

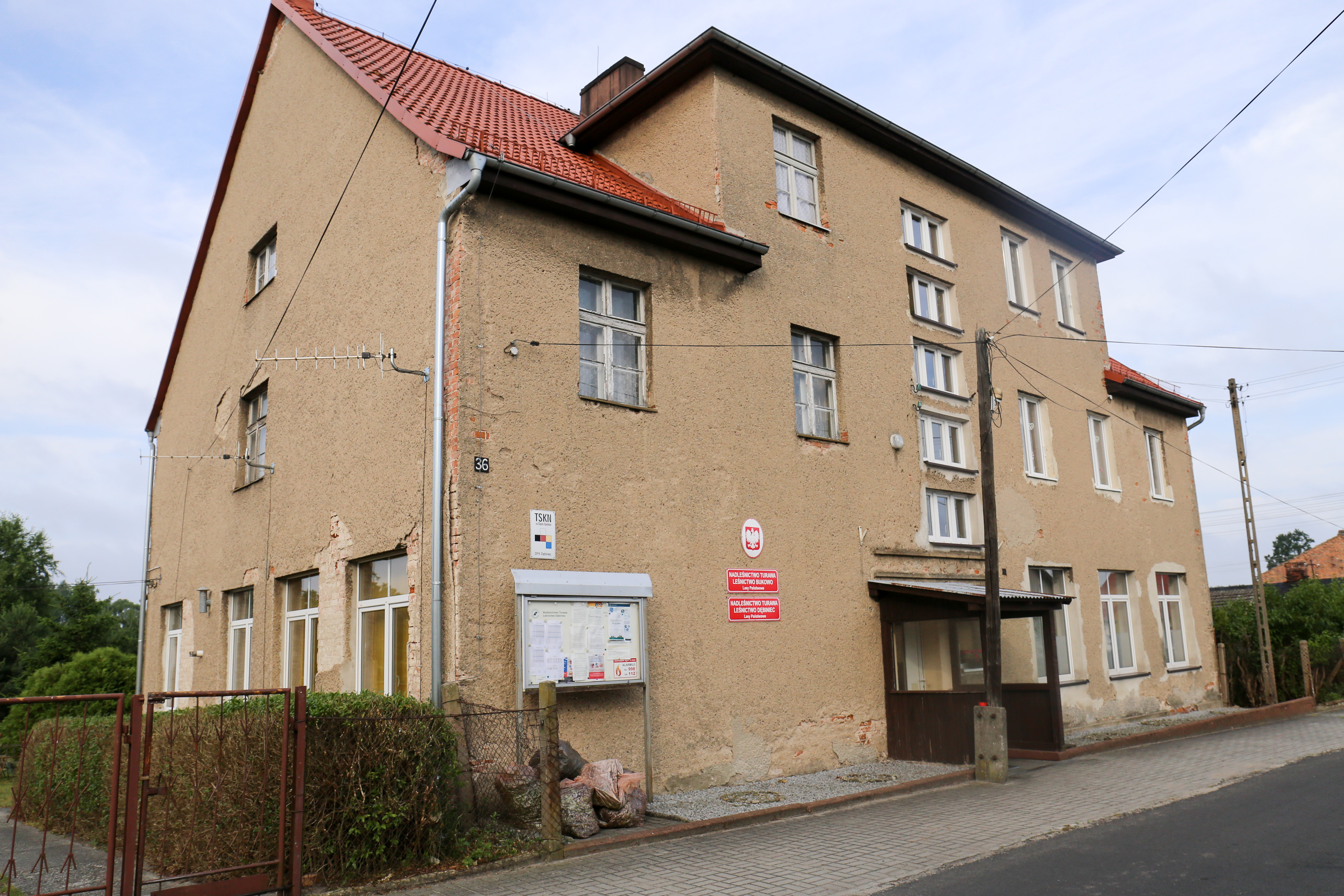
Leśnictwa Bukowo/Dębiniec

- Laskowice
- Morcinek
- Jełowa
- Dąbrówka
- Bukowo
- Dębiniec
- Zagwiździe
- Kadłub Turawski
- Bierdzany
- Rzędów
- Marszałki

## Historia[2]
Nadleśnictwo powstało 1 stycznia 1973 roku z zarządzenia Naczelnego Dyrektora Lasów Państwowych. Zostało utworzone z trzech nadleśnictw: Jełowa, Kuźnice Kluczborskie i Turawa (powstałych w 1945 roku). Do dnia 5 listopada 1974 nadleśnictwo nazywało się Jełowa z siedzibą w Turawie.
Z powodu braku danych nie istnieje możliwość przedstawienia okresu przed 1945 rokiem.

## Charakterystyka zasobów leśnych[3]
Na terenie nadleśnictwa przeważają siedliska wilgotne, głównie bory i lasy mieszane. Głównym gatunkiem lasotwórczym jest sosna zwyczajna (pinus sylvestris), która zajmuje 82,6% powierzchni lasów. Największy udział mają drzewostany jednogatunkowe we wszystkich obrębach.

## Zabytki[4]
W Zagwiździu znajdują się pozostałości huty z XVIII wieku, w Laskowicach i Bierdzanach są zlokalizowane zabytkowe drewniane kościoły.
W Dąbrówce Łubniańskiej mieści się miejsce kultu maryjnego – Studzionka.